# Castrilanthemum
Castrilanthemum là một chi thực vật có hoa trong họ Cúc (Asteraceae).

## Loài
Chi Castrilanthemum gồm các loài: